# Stefanus (Charalambides)
Stefanus (světským jménem: Christakis Charalambides; * 29. dubna 1940, Costermansville) je duchovní Konstantinopolského patriarchátu, metropolita Tallinu a nejvyšší představitel Estonské apoštolské pravoslavné církve.

## Život
Narodil se 29. dubna 1940 v Costermansville (nyní Bukavu) v Belgickém Kongu v řecké rodině kyperských uprchlíků.
Roku 1959 dokončil školu Notre-Dame de la Victoire a jezuitskou kolej v Bukavu. Následně studoval rok na lékařské fakultě Katolické univerzity v Lovani odkud roku 1960 přešel na studium Pravoslavného teologického ústavu svatého Sergeje v Paříži.
Ovládá plynně francouzštinu a řečtinu, částečně ruštinu a církevní slovanštinu.
Dne 6. ledna 1963 byl rukopoložen na diákona a byl určen pro službu v metropolii Francie.
Roku 1964 začal studovat v Sorboně specializaci na rané pouštní otce. Roku 1965 získal titul magistra na teologické ústavu svatého Sergeje.
Dne 17. listopadu 1968 byl rukopoložen na jereje a roku 1972 se stal protosynkelem a také se stal nejbližším spolupracovníkem metropolity Meletia (Karabinise) při správě jižního regionu Francie se sídlem v Nice.
Dne 25. března 1987 byl chirotonizován na titulárního biskupa z Nazianzu a vikáře řecké metropolie Francie. Jako vikář žil v Nice.
Třicet let byl odpovědný za práci s mládeží metropolie a také za přijímání okrajových skupin do církve.
Byl hlavním sekretářem Shromáždění pravoslavných biskupů Francie, předsedou mediální komise pro pravoslavné církve ve Francii a producentem pravoslavných pořadů ve francouzské televizi a rozhlase. Reprezentoval metropolii a konstantinopolský patriarchát na různých mezinárodních setkáních ve Francii, Srbsku, Španělsku, Švýcarsku, Rusku a Finsku.
V letech 1990 až 1999 byl přednášejícím na teologickém ústavu sv. Sergeje a profesorem patrologie v katolickém semináři v Nice. Přednášel na právnické fakultě univerzity Nice-Sophia-Antipolis o geopolitické roli pravoslavné církve a na Université de Montpellier o duchovní tradici Byzance. Napsal četné teologické články a knihy, které byly přeloženy do řečtiny, italštiny, španělštiny a rumunštiny, a byl redaktorem dvou časopisů v jižní Francii.
Dne 13. března 1999 byl zvolen metropolitou Tallinu a celého Estonska a nejvyšším představitelem Estonské apoštolské pravoslavné církve. Slavnostní intronizace proběhla 21. března.
Postavil se proti registraci Estonské pravoslavné církve Moskevského patriarchátu, která proběhla roku 2001.
Roku 2003 byl oceněn Řádem čestné legie a 7. února 2007 Řádem bílé hvězdy II. stupně.